# Клодій Альбін

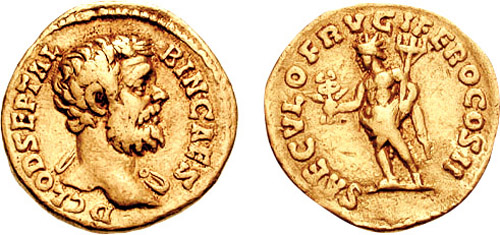
Солідус Клодія Альбіна.

Децим Клодій Альбін (лат. Decimus Clodius Albinus; 147 або 150, Гадрумент, провінція Африка — 19 лютого 197, Лугдунум, Галія) — римський намісник Британії, проголошений імператором британськими та іспанськими легіонами після вбивства Пертінакса. За світле волосся отримав прізвисько Альбін (Білий).

## Життєпис
Родом Альбін був з аристократичної сім'ї Північної Африки. Брав участь у придушенні заколоту Авідія Кассія проти імператора Марка Аврелія.

## Політична та військова кар'єра
Імператор Коммод призначив Альбіна пропретором-імператорським легатом для управління провінції Галлія Беогіка. У 192 р. він обіймав пост губернатора Британії.
Коли Пертінакс був убитий, трон фактично був проданий з торгів преторіанцями знатному сенаторові Дідію Юліану. У 193 році Клодій Альбін підтримав вступ на трон Дідія Юліана, оскільки мати нового імператора походила з його рідного міста. Однак низка військових заколотів у провінціях дала зрозуміти, що влада нового імператора дуже нестабільна.
Щоб затвердити своє право на імператорський трон після вбивства Дідія Юліана, Септимій Север вирішив розв'язати собі руки для повномасштабної війни проти східного конкурента — Песценнія Нігера — і з цією метою налагодив відносини з Клодієм Альбіном, присвоївши йому титул цезаря. На підтвердження наданого цим титулом права успадкування престолу, Север в 194 р. випустив на честь Альбіна монети, на яких було написано «Волею Імператора» і «Доля приведе [Альбіна] в Рим». Може здатися дивним, що Альбін повірив цій обіцянці і об'єднався з Севером, коли у того вже було двоє синів (Каракалла і Гета), яких, звісно, Север і мріяв бачити своїми наступниками. Неважко запідозрити, що обіцянка Севера була лише тимчасовою, покликаною зміцнити тил на час війни на Сході. Правда, Каракаллі тоді виповнилося всього п'ять років, і Альбін, навіть по скептичним оцінками, мав у своєму розпорядженні значні шанси утвердитися на троні до того, як хлопчик подорослішає.
У 194 році він знову став консулом, але вже на наступний рік порвав з Севером. Час для подібного кроку він вибрав не дуже розумно, так як Севера більше не відволікала війна з іншим конкурентом: Песценній Нігер вже був розбитий. Тепер стало ясно з усією очевидністю, що Север, натхненний перемогою на Сході, сповнений рішучості забезпечити право успадкування Каракаллі, якого і оголосив цезарем в наступному році. У відповідь на це Альбін розірвав союз з Севером і оголосив себе імператором; тоді уряд Севера оголосив його ворогом держави. Проте Альбін користувався значним впливом серед сенаторів, і одним з його прихильників був Луцій Новій Руф, намісник Тарраконської Іспанії.
Натхненний цією підтримкою, Альбін переправився зі своїм військом через Ла-Манш, ризиковано послабивши оборону Стіни Адріана від набігів сіверян. Зайнявши Галлію, він обрав місцем своєї штаб-квартири Лугдун. На випущених ним монетах значився його повний імператорський титул. Тактовне посвячення Духу Лугдуна було лише провінційною нотою в повністю римській за характером серії. Напис мав на увазі те, що якщо він вже переміг, то столиці не слід його боятися. Останнім випуском Альбін вшанував «Вірність Легіонів».
Втім, заява про вірність легіонів не відображала дійсності, оскільки, незважаючи на першу перемогу Альбіна над армією намісника Нижньої Німеччини, Вірія Лупа, німецькі легіони зберегли вірність Северу. Більше того, план вторгнення Альбіна в Італію був зірваний його противником, який спочатку надійно замкнув проходи через Альпи, а взимку 196/197 р сам послав війська в Галлію. За першим боєм при Тінурції, в якому перемога дісталася Северу, була (в лютому 197 р) вирішальна битва під стінами Лугдуна. Навіть якщо твердження Діона Кассія про те, що з кожного боку в битві брало участь по сто п'ятдесят тисяч чоловік, дещо перебільшено, величезна чисельність військ, які воювали в битві і її історичні масштаби не викликають сумнівів. Спочатку ліве крило Севера терпіло поразку, в сутичці під ним вбили коня; але після двох днів боротьби один з його полководців, Юлій Лет, вирішив результат бою ударом своєї кавалерії.

## Смерть
Під час відступу Альбін заколов себе кинджалом (або був заколотий); його голову відправили в Рим, як попередження тим, хто його підтримував. Його сини просили пощади, але згодом були обезголовлені разом зі своєю матір'ю. До істотних підсумків війни слід віднести повне руйнування Лугдуна, який ніколи більше не був головним містом Галлії.

## Історики про Клодія Альбіна
Важко відшукати достовірні відомості про особу Альбіна, оскільки в своїй автобіографії Север описує свого супротивника лише як жінкоподібного, підступного, безсоромного, жадного та навіженого, гідного швидше для сцени і хорового співу, ніж для поля бою. Геродиан бачить в ньому швидше марнославну і наївну людину, достатньо дурну, щоб повірити запевненням Севера в дружбі, ціна яким була абсолютно очевидна. Historia Augusta зазначає (важко сказати, наскільки справедливо), що Альбін писав еротичні п'єски, був невтомним дамським угодником і жорстким паном для солдатів і рабів. Крім того, Historia приписує йому благородне походження і стверджує, що «жоден імператор не користувався такою любов'ю сенату, як Альбін», оскільки він був ставлеником латиномовної аристократії Заходу — на відміну від Нігера, якого підтримував греко-мовний Схід, і Север, який спирався на данувійскую армію (ця підтримка і виявилася вирішальною).